# Verbandsgemeinde Ruwer
Ruwer is een verbandsgemeinde in het Duitse district Trier-Saarburg
in de Duitse deelstaat Rijnland-Palts.
De gelijknamige rivier mondt hier uit in de Moezel.
De gemeente telt 18.403 inwoners, en omvat de volgende gemeenten (Ortsgemeinden):
- Bonerath
- Farschweiler
- Gusterath
- Gutweiler
- Herl
- Hinzenburg
- Holzerath
- Kasel
- Korlingen
- Lorscheid
- Mertesdorf
- Morscheid
- Ollmuth
- Osburg
- Pluwig
- Riveris
- Schöndorf
- Sommerau
- Thomm
- Waldrach